# Jean-Baptiste Claes
Jean-Baptiste Claes (Lommel, 9 de febrero de 1937) es un ciclista belga.

## Biografía
Jean-Baptiste Claes debuta en 1961 al seno de la formación Groene Leeuw. Logra una etapa del Critérium del Dauphiné liberado y es seleccionado así por el equipo nacional para el Tour de Francia donde acabará a la 36.º lugar.

## Palmarés
1961
- Vencedor de etapa en el Critérium del Dauphiné
- Gran Premio del 1 de Mayo

1962
- Vencedor de etapa en los Cuatro días de Dunkerque
- Flecha de Heist

1963
- Gran Premio de la ciudad de Zottegem

1968
- Gran Premio de la ciudad de Vilvorde

## Resultados en las Grandes Vueltas

### Tour de Francia
- 1961 : 36.º
- 1962 : 52.º
- 1964 : 79.º

### Tour de Italia
- 1965 : 49.º